# Маяк Понта-Негра
Маяк Понта-Негра (порт. Farolim da Ponta Negra) — небольшой береговой маяк, расположенный на утёсах мыса Понта-Негра в муниципалитете Вила-ду-Корву на острове Корву в архипелаге Азорские острова, Португалия. Построен в 1910 году. Идентификатор маяка  NGA: 23280.

## История

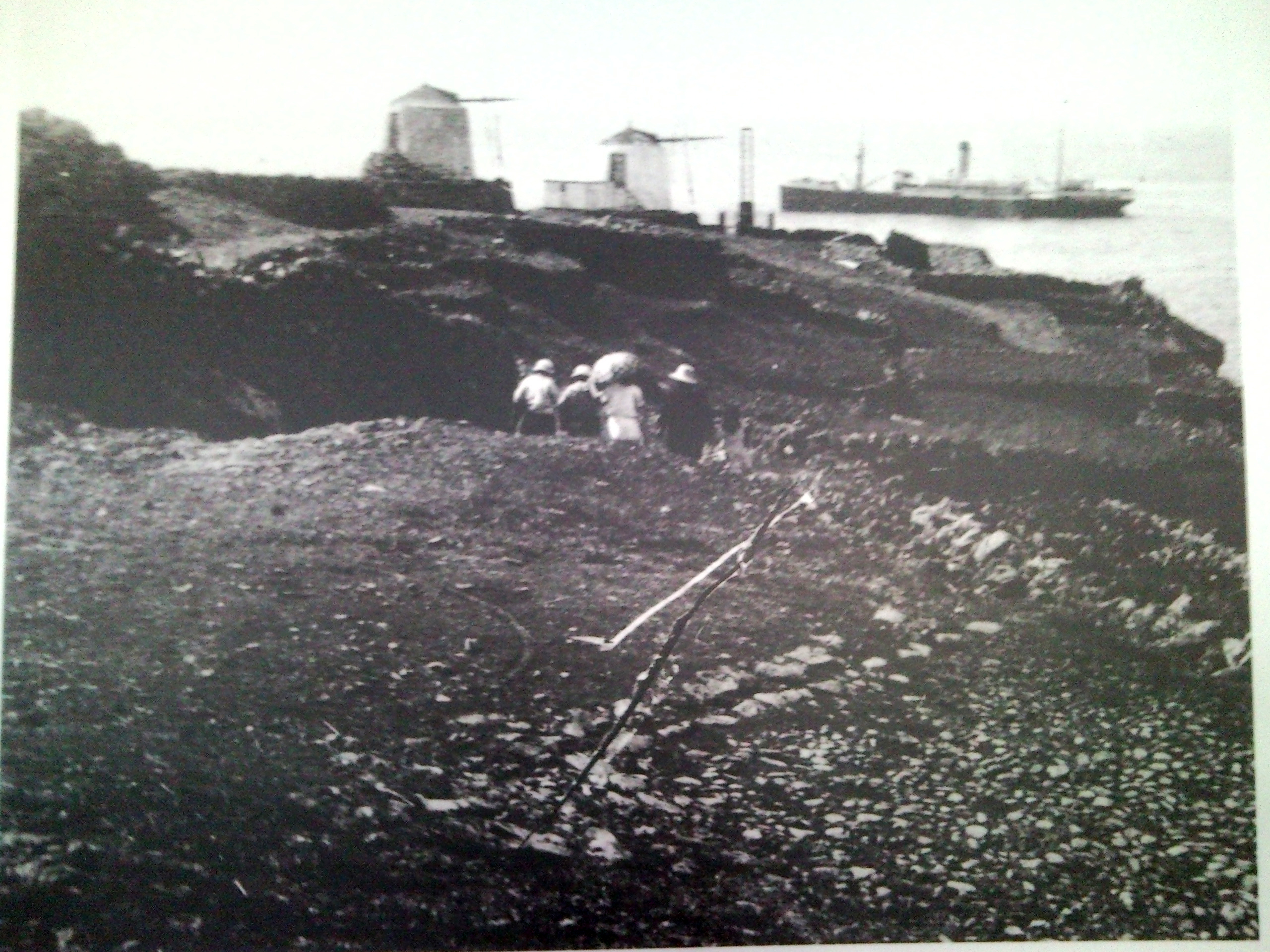
Аграрный вид на Понта-Негра, включая ветряные мельницы и старую металлическую башню с сараем на окраине Понта-Негра. Начало XX века

Маяк построен в ноябре 1910 года. Он оснащён диоптрическим фонарём шестого порядка, который излучает постоянный белый свет с дальностью действия до 16 км и работает на ацетиленовом газе.
В 1955 году начались работы по модернизации маяка. В мае 1956 года был введён в эксплуатацию новый светильник — диоптрический фонарь четвёртого порядка с группой из двух вспышек, обеспечивавший дальность видимости до 24 км.
В феврале 1987 года источник питания маяка был заменён на фотогальванические панели, а в 2000-е годы система была усовершенствована и преобразована в резервную установку с солнечными батареями и резервными аккумуляторами.

## Архитектура
Маяк Понта-Негра расположен на вершине утёса мыса Понта-Негра, на южном побережье острова Корву (к западу от порта Бокерао), рядом с традиционными ветряными мельницами. Он находится на краю тропы Каминью-душ-Мойньюс, возле самой западной мельницы из группы.
Изначально осветительная башня представляла собой металлическую конструкцию высотой 6 метров с небольшим металлическим пристроем в виде кабаны, окрашенным в красный цвет.
Современное сооружение представляет собой маяк, установленный на шестиугольной башне с балконом из железобетона. Небольшая башня имеет высоту 3 метра. Огонь маяка расположен на высоте 23 м над уровнем моря, обеспечивая видимость на расстояние до 6 морских миль (11 км). Свет маяка — простой белый, с интервалом вспышек в пять секунд.